# 周穎南
周穎南（1929年—2014年2月27日），原名周國輝，新加坡公民，生於福建仙遊（中國福建省莆田市西南部），畢業於福建省立仙遊師範學校 。周穎南是新加坡同樂飲食業集團及海洋紡織有限公司創辦人、武漢新民眾樂園董事長。經商之餘投入文學創作，著述豐碩，是一位華文作家、文藝理論家、鑒賞家，被新加坡作家協會推舉為永久名譽理事長，是一位文壇與企業經營都取得成功的儒商。
曾任中國社會福利教科文中心國畫研究會副會長、世界中國烹飪聯合會、世界華文文學家協會顧問，受多所知名大學聘為名譽校長、教授。畢生著述200多萬字，被譽為「南洋一枝筆」、「商海奇文人」，北京師範大學將他的著作輯錄成《周穎南文庫》，由中國現代文學館專門收藏。

## 生平
周穎南生於閩中大蜚山下仙遊縣鯉魚鎮一戶書香門第，為家中獨子，父親周子溪是一位商人、教育家，出國經商多年後，返鄉於仙遊創辦新式學校振文小學，有仙遊陶行知之名。他編輯了一本古文小冊《文陣雄師》，讓周穎南抄寫背誦，使周打下古文基礎，奠定新儒家觀念，影響他日後經商處事之道。
周穎南自幼勤學苦讀，遊心於學，中學就讀仙游縣慕范陶德聯合中學，後考入福建省立仙遊師範學校，師範學校畢業後，出任當地小學教師。1950年，周穎南21歲，為了家庭生計，隨父親遠渡印尼開創事業。他先在蘇臘巴亞市一家工廠擔任會計和生產管理，學習印尼語。1955年時，與朋友合夥開辦「同豐貿易公司」，從事歐美汽車零配件的貿易。見汽車市場日漸飽和，便前往首都雅加達，由貿易經營轉向保險金融業。1970年，周穎南全家遷居新加坡。此時，百業待舉，便與友人合資創辦紗廠，又橫跨經營植物油提煉廠、針織廠、染整廠、成衣廠、塑膠廠等產業，經營進出口業務。
1980年開始，新加坡經濟成長，躍升為世界最大的中轉港（後被上海超過）及國際商業金融中心。周穎南開設了一家中式高檔餐廳「湘園酒樓」，主打湖南菜，原本是為了經商閒暇之餘與文壇友人有一個聚會賦詩的場所，因酒樓設計富有濃厚中華文化風采與精緻菜色而取得成功。之後，周穎南共開設了八家不同風格的餐廳，進一步組成「同樂飲食集團」，於2001年3月在新加坡掛牌上市。
周穎南自中學開始，於家鄉地方報社投稿發表小說及散文，到了印尼創業初期仍不忘筆耕，於《新报》等数家印尼華文報刊發表作品，在著名國學大師梁披雲創辦的華文《火炬報》擔任義務特約記者。1965年，在印尼雅加達舉行的亞非會議周年紀念大會上，採訪過時任中國總理的周恩來先生。
周穎南著作豐碩，自1977年出版《迎春夜話》散文處女作後，陸續出版：《海粟老人近作》、《穎南選集》、《南國聲華》、《周穎南與中國文化》、《映華樓隨筆》、《六十年風雨歷程》等文學著作，使他被新加坡作家協會推選為「永久名譽理事長」。周穎南經常返回中國，與俞平伯、葉聖陶、巴金、冰心、劉海粟、趙樸初、豐子愷、吳作人、潘受、錢君匋、謝稚柳、啟功、梁披雲等中國當代知名作家、學者與書畫家多有交流。
1993年，北京舉辦了「周穎南從事文學創作四十周年作品研討會」；2002年，匈牙利世界華文出版社《世界華人名人錄》出版《周穎南》專書。2003年6月，中國管理科學研究院人文科學研究所授予周穎南「全國人文科學優秀專家學者」稱號；同年9月，於第5屆國際儒商大會上，榮獲「國際儒商貢獻獎」。中國國務院授予「海外華人形象大使」榮銜。
周穎南於2014年2月27日因病逝世，享年86歲，他的傳記載錄於《龍的傳人在海外——30位傑出華人的成功之路》、《世界華人億萬富翁傳》及《世界名人錄》等專著。

## 著作
- 1977年 《迎春夜話》
- 1977年 《海粟老人近作》
- 1982年 《玄隱廬錄印》
- 1983年 《穎南選集》
- 1991年 《南國聲華：周穎南海外創作四十年》
- 1991年 《秋明遺墨》
- 1992年 《周穎南與中華文化》
- 1992年 《周穎南文集》
- 1993年 《映華樓隨筆》
- 1997年 《南國情思：周穎南海外創作四十五周年》
- 1999年 《六十年風雨歷程：周穎南文壇商海履痕》
- 2001年 《漪瀾盛會：周穎南集》
- 2006年 《周穎南文庫》
- 2007年 《周穎南與世界華文文學》[12]

## 評價
- 葉聖陶說：「周穎南的作品『清新雋永，篤於友情，覽者共賞，我亦云然』。」[13]
- 季羡林說：「我生平還沒有遇到過一個既是企業家同時又是文學家的人，有之自周穎南先生始。在我眼中，周穎南先生是一個畸人，可以入『畸人傳』的。」[14]
- 高占祥說：「周穎南並不是最富有的，但卻是極有文化底蘊、深具儒商品味的。周穎南為文、從商都皆成盛事，堪稱海內外文壇與商界的兩棲鉅子。」[13]

## 家庭
- 父親：周子溪
- 配偶：何玉鳳
- 長子：周家萌
- 長女：周家萍
- 次女：周家莉
- 三女：周家莘
- 么女：周家茵[8]

## 外部連結
- 新加坡同樂集團周穎南父子訪問浙江大學（页面存档备份，存于）
- 嘉興市僑聯向著名華人儒商周穎南頒發海外顧問聘書（页面存档备份，存于）
- 赤誠于文化  根植于中華——《周穎南文庫》研討會暨捐贈儀式（页面存档备份，存于）